# Stacyville
Stacyville is een plaats (city) in de Amerikaanse staat Iowa, en valt bestuurlijk gezien onder Mitchell County.

## Demografie
Bij de volkstelling in 2000 werd het aantal inwoners vastgesteld op 469. In 2006 is het aantal inwoners door het United States Census Bureau geschat op 484, een stijging van 15 (3,2%).

## Geografie
Volgens het United States Census Bureau beslaat de plaats een oppervlakte van 1,3 km², waarvan 1,2 km² land en 0,1 km² water. Stacyville ligt op ongeveer 365 m boven zeeniveau.

## Plaatsen in de nabije omgeving
De onderstaande figuur toont nabijgelegen plaatsen in een straal van 16 km rond Stacyville.